# Lonicera fargesii
Lonicera fargesii là một loài thực vật có hoa trong họ Kim ngân. Loài này được Franch. mô tả khoa học đầu tiên năm 1896.